# イスラエル海軍艦艇一覧
イスラエル海軍艦艇一覧は、イスラエル国海軍が過去保有した、または現在保有する、または将来保有する予定の、未完成・計画中止を含めた歴代艦艇一覧である。
凡例

## 現有勢力（2024年現在）
- 国防予算：194億ドル[1]
- 海軍人員：9,500名[1]
- 艦船隻数：68隻（排水量20t以上）[1]

潜水艦×5
コルベット×11
ミサイル艇×8
高速艇×38
哨戒艇×3
輸送艇×3
- 航空機数：5機[1]

艦載ヘリコプター×5

## 艦艇一覧（近代海軍）

### 水上戦闘艦

#### 駆逐艦・コルベット
- エイラート (INS Eilat, A-16)

退役したアメリカ沿岸警備隊の耐氷巡視船"USCGC ノースランド"（USCGC Northland, WPG-49）を"マディーナ・イヴリット" (Medina Ivrit)と名づけイスラエル建国前の非合法移民活動に使用し、1948年の第一次中東戦争で"エイラート" (INS Eilat, A-16)と改名したもので、これがイスラエル海軍最初の軍艦となった。1957年に"マツペン" (INS Matzpen)と改名、1962年に退役。
- フラワー級コルベット - 2隻

ハガナー(INS Haganah, K-20)、ウェッジウッド/ハショメール(INS Wedgwood / HaShomer, K-18)
いずれも第二次世界大戦中にカナダ海軍で運用され、戦後退役していたイギリス製のフラワー級コルベット2隻を第一次中東戦争に向け1948年に購入したもの。1954年に退役。
- ハティクヴァ (INS Hatikvah, K-22)

1897年に竣工したアメリカ沿岸警備隊のカッター"USCGC グレシャム" (USCGC Gresham, WPG-85)を第一次中東戦争に向け1948年に購入したもの。1951年に退役。
- マオズ (INS Maoz, K-24)

アメリカ海軍で1931年に就役したパトロール艦艇 "USS シセラ" (USS Cythera, PY-31)を第一次中東戦争に向け1948年に購入したもの。1956年に退役。
- PC-461級駆潜艇（英語版） - 2隻

ノガ (INS Nogah, K-26)、ノガ (INS Nogah, K-22)
第二次世界大戦で使用されたアメリカ海軍の駆潜艇、PC-461級の2隻を購入したもの。初代"ノガ" (INS Nogah, K-26)は1948年に導入され1952年に退役。2代目"ノガ" (INS Nogah, K-22)は1953年に輸入され1960年代まで運用された。
- リバー級フリゲート - 3隻

ミフターフ (INS Mivtach, K-28)、ミスゲーブ (INS Misgav, K-30)、ミズナーク (INS Miznak, K-32)
いずれも第二次世界大戦中にカナダ海軍で運用され、戦後退役していたイギリス製のリバー級フリゲート3隻を1949年から1952年にかけて輸入したもの。ミフターフ・ミズナークの2隻は1958年にセイロン（現在のスリランカ）に売却され、ミスゲーブは1960年代に退役後、1970年にガブリエル対艦ミサイルのテスト用の標的艦として使用された。これらの艦名は後にサール2型ミサイル艇でも使用されている。
- ハイファ (INS Haifa, K-38)

元イギリス海軍のハント級駆逐艦、HMS メンディップ。エジプト海軍で"イブラヒム・アル＝アワル"として運用されていたメンディップを1956年の第二次中東戦争時に鹵獲。1960年代後半まで運用された。
- エイラート (INS Eilat, K-40)

元イギリス海軍のZ級駆逐艦、"HMS ゼラス"。1955年に導入され、1967年にエジプト軍のコマール型ミサイル艇の攻撃により撃沈。
- ヤーフォ (INS Yaffo, K-42)

元イギリス海軍のZ級駆逐艦、"HMS ゾディアック"。1955年に導入され、1972年に退役。

#### ミサイルコルベット
- サール5型コルベット - 3隻

エイラート(501 Eilat)、ラハヴ(502 Lahav)、ハニト(503 Hanit)
- サール6型コルベット-2隻（2隻建造中）

マゲン（Magen）、オズ（Oz）

### 潜水艦

#### 通常動力型潜水艦
- S級 - 2隻

タニン (Tanin, Tz-71)、ラハヴ (Rahav, Tz-73)
元イギリス海軍のS級潜水艦2隻（"スプリンガー"、"サングイン"）を1958年から59年にかけて輸入したもの。タニン（スプリンガー）は第三次中東戦争に投入された後、1972年に退役。ラハヴ（サングイン）は1968年に退役。
- T級 - 3隻

レヴィアタン (Leviathan, Tz-75)、ダカール (Dakar, Tz-77)、ドルフィン (Dolphin, Tz-79)、
元イギリス海軍のT級潜水艦3隻（"ターピン"、"トーテム"、"トランチェン"）を1960年代後期に輸入したもの。ダカール（トーテム）は1968年にイスラエルへの移動中に地中海で沈没した。沈没原因は現在に至るまで不明。レヴィアタン（ターピン）、ドルフィン（トランチェン）の2隻は1970年代後期まで運用された。
- ガル級 - 3隻

ガル (Gal）、タニン (Tanin)、ラハヴ (Rahav)
ガル級は西ドイツのHDW社で同社製206型潜水艦の発展型として開発された潜水艦で、1970年代後期に就役し2000年代初頭まで運用されていた。1番艦"ガル"は退役後、イスラエル海軍博物館に展示されている。
- ドルフィン級 - 5隻（1隻建造中）[1]

ドルフィン (Dolphin)、レヴィアタン (Leviathan)、テクマ (Tekuma)、タニン (Tanin)、ラハヴ (Rahav)、ドラコン (Drakon)
ドルフィン級はガル級と同じ西ドイツのHDW社で同社製209型/212A型の発展型として開発された潜水艦で、最初の3隻（ドルフィン、レヴィアタン、テクマ）は2000年代初めに就役した。改良型となった次の3隻（タニン、ラハヴ、ドラコン）は2010年代以降に就役の始まった最新型である。

### 哨戒艦艇

#### 高速哨戒艇
- ダブール級哨戒艇（英語版）
- ドヴォラ級哨戒艇
- スーパードヴォラMk.II級哨戒艇（英語版）
- スーパードヴォラMk.III級哨戒艇（英語版）
- シャルダグ級哨戒艇（英語版）

#### 高速戦闘艇
ミサイル艇
- サール2型ミサイル艇
- サール3型ミサイル艇
- サール4型ミサイル艇 - 4隻
- サール4.5型ミサイル艇 - 8隻
- シムリット級ミサイル艇 - 3隻

### 無人水上艇
- プロテクター USV